# Encierros de Oropesa del Mar
La localidad castellonense de Oropesa del Mar (España) celebra todos los años, con motivo de la festividad de San Jaime, patrón de la localidad, unos encierros muy peculiares que atraen a numerosos aficionados de la comarca y que fueron declarados Fiesta de Interés Turístico Provincial el 11 de junio de 2013.

## Descripción del festejo
Los encierros de Oropesa del Mar se celebran del 25 al 28 de julio a las 08.00, 13.00 y 00.00 horas. La peculiaridad de estos encierros, y que ha hecho que se conozcan como encierros al estilo oropesino, es que los mozos colocan una especie de lona o tela en mitad del recorrido, lo que hace que los novillos y cabestros normalmente se den la vuelta. A continuación, la tela se retira y los animales siguen su recorrido hasta la plaza de toros.

## Origen y evolución
Los encierros tienen una larga tradición en Oropesa. A comienzos del siglo XX, se llevaban a cabo en el Ravalet, en el casco antiguo de la localidad, pero poco a poco el recorrido fue evolucionando hasta su situación actual, con salida en la calle San Jaime y llegada en la plaza de toros tras un kilómetro de recorrido. A continuación, en la plaza tiene lugar la suelta de vaquillas para diversión de los mozos, que se prodigan en los recortes y en las diferentes formas de la tauromaquia popular levantina.
Los encierros en Oropesa se celebran tanto por San Jaime como en octubre en honor a Nuestra Señora de la Paciencia. Precisamente en octubre del año 2007 se celebró el primer encierro nocturno con toros embolados. La buena acogida que tuvo por su espectacularidad y emoción lo ha convertido desde entonces en una cita ineludible, que también se celebra en el mes de julio.